# Arsaces II
Arsaces II de Partia fue un rey de la Dinastía arsácida que gobernó en Partia de 211 a 185 a. C. Fue hijo de Arsaces I.
Existe una confusión de nombres, pues si bien es designado como Arsaces en las fuentes griegas, en las latinas se le denomina Artabano (Moisés de Corene se refiere a Artashes, tal vez corrupción del nombre Artajerjes), por lo que los sucesivos reyes de nombre Artabano, difieren en el numeral, según se sigan unas fuentes u otras.

## Paternidad y cronología
A través de autores como Flavio Arriano y Zósimo fue aceptada durante años la existencia de un tal rey Tirídates (hermano y sucesor de Arsaces I), al que se le asociaba la paternidad de Arsaces II. No obstante, esta afiliación carece de validez ya que no tenemos evidencias arqueológicas ni numismáticas de Tirídates. Sin embargo sí sabemos que Justino (41.5.7), principal fuente clásica de este periodo, identifica a Arsaces II como hijo y sucesor del primer rey parto, Arsaces I. Versión corroborada por la epigrafía, gracias a los textos aparecidos en Nisa (primera capital parta) durante las excavaciones soviéticas de los años 50, el llamado Nisa-II confirma la relación paterno-filial entre Arsaces I y Arsaces II.
Los problemas cronológicos radican en el inicio y final de su reinado. La asignación de 26 años dada por Moisés de Corene a su gobierno ha sido rebajada por los investigadores en seis años, por lo que debemos fechar su ascensión al trono en el 211 a. C. El motivo radica en la anábasis de Antíoco III contra Partia y Bactria que ha sido fechada entre el 210 y 205 a. C.; como Arsaces II es mencionado en las fuentes como el rey enfrentado al monarca seléucida, debemos calcular la muerte de Arsaces I como anterior al 210 a. C.
Por su parte en la fecha final, los investigadores actuales le asignan el año 185 a. C. Este punto de vista radica en las evidencias numismáticas, así, tras el acuerdo alcanzado entre Antíoco III y Arsaces II en el año 209 a. C. por el que Partia dejaba de producir monedas propias y aceptaba las seléucidas; encontramos una serie fechadas en el 185 a. C. con la leyenda en griego ΑΡΣΑΚΟΥ (Arsaces) muy diferentes tipográficamentes a las de Priapatios (sucesor de Arsaces II). La tesis argumenta que posiblemente Arsaces II aprovechara la derrota de Antíoco frente a los romanos en Magnesia (190 a. C.) para romper el acuerdo y retomar la emisión de monedas propias.

## Reinado
En el año 209 a. C., el emperador seléucida Antíoco III Megas invadió Partia y derrotó a Arsaces II en varios enfrentamientos. Sin embargo, Polibio, principal fuente, no especifica si tras tomar Syrinx, cayó el resto de la provincia de Hircania, ya que se menciona que Arsaces se retiró a las zonas más inaccesibles y se defendió de manera honorable (Polibio 10.4.27-31). El tratado entre Antíoco III y Arsaces II devolvía la autoridad seléucida sobre Hircania y obligaba a Partia a dejar de emitir moneda propia; pese a todo el tratado representaba la alianza entre los partos y Antíoco III.
La debilidad ante Antíoco debió molestar a la nobleza guerrera parta, ya que Justino menciona que el "Senado" dio un golpe de Estado y colocó en su lugar a Priapatios, primo segundo de Arsaces II. No obstante esta versión carece de validez pues la diferencia entre la alianza (209 a. C.) y la restauración de las emisiones monetarias partas (185 a. C.) es de veinticuatro años.